# ITX-Cheongchun
ITX-Cheongchun (Tàu Liên tỉnh eXpress-Cheongchun) (Tiếng Hàn: ITX-청춘 , Tiếng Anh: Intercity Train eXpress-Cheongchun) là một lớp tàu phục vụ chuyên chở liên tỉnh được vận hành bởi Korail, công ty đường sắt lớn nhất của Hàn Quốc. Nó được giới thiệu và đưa vào sử dụng vào ngày 28 tháng 2 năm 2012. Lớp tàu ITX-Cheongchun có tốc độ trung bình nhanh hơn 180 km/giờ.

## Đầu máy toa xe
EMU-180 dựa trên Korail lớp 368000. Đầu máy toa xe được sản xuất bởi Hyundai Rotem.

## Các tuyến phục vụ
- Tuyến Gyeongchun